# Рузаны
Рузаны — деревня в Чердаклинском районе Ульяновской области России. Входит в состав Озёрского сельского поселения.

## География
Деревня находится в западной части Левобережья, в лесостепной зоне, в пределах Низкого Заволжья, на правом берегу реки Урени, к северу от автодороги Р241, на расстоянии примерно 8 километров (по прямой) к востоку-юго-востоку (ESE) от посёлка городского типа Чердаклы, административного центра района.
Климат
Климат характеризуется как умеренно континентальный, с тёплым летом и умеренно холодной зимой. Средняя температура воздуха самого тёплого месяца (июля) — 20 °C (абсолютный максимум — 39 °C); самого холодного (января) — −13,8 °C (абсолютный минимум — −47 °C). Продолжительность безморозного периода составляет в среднем 131 день. Среднегодовое количество атмосферных осадков составляет 406 мм. Снежный покров образуется в конце ноября и держится в течение 145 дней.
Часовой пояс
Деревня Рузаны, как и вся Ульяновская область, находится в часовой зоне МСК+1. Смещение применяемого времени относительно UTC составляет +4:00.

## История
В 1859 году в деревне Русаново (Лазаревский Выселок), в 37 дворах жило: 146 муж. и 143 жен.
В марте 1861 года селения: Новокунское, Дмитриево-Помряскино, Языково-Войкино, Рузаново, Петровское вошли в Петровскую волость.
На 1900 год деревня Рузаново входила в состав Озёрской волости Ставропольского уезда Самарской губернии, в котором, в 42 дворах жило: 120 муж. и 135 жен., имелась ветряная мельница.
На 1930 год деревня Рузаны была в Малаевском сельсовете, в который входили: с. Малаевка, д. Рузаны и Семёновка. В Рузанах в 79 дворах жило 354 жителя.

## Население
| 1859 | 1889 | 1910 | 2010 |
| ---- | ---- | ---- | ---- |
| 289  | ↗311 | ↗332 | ↘39  |

Национальный состав
Согласно результатам переписи 2002 года, в национальной структуре населения русские составляли 74 % из 55 чел.